# کورپ (شهرستان آق‌سی)
کورپ (به لاتین: Kürp) یک منطقهٔ مسکونی در قرقیزستان است که در شهرستان آق‌سی واقع شده‌است. کورپ ۹۱ نفر جمعیت دارد.